# Южный полярный телескоп
Южный полярный телескоп (SPT, англ. South Pole Telescope) — 10-метровый радиотелескоп в обсерватории в Антарктиде на станции Амундсен-Скотт на географическом южном полюсе Земли.
Телескоп предназначен для наблюдений в микроволновых, миллиметровых и субмиллиметровых длинах волн.
Основная цель — измерение слабого диффузного излучения от космического микроволнового фона (CMB).

## История
Первый свет телескоп увидел 16 февраля 2007 года. В 2011 году было завершён первый крупный обзор неба. Целью обзора ставилось обнаружение отдалённых массивных скоплений галактик благодаря их взаимодействию с CMB.
В начале 2012 года на SPT была установлена новая камера (SPTpol) с ещё большей чувствительностью и способностью измерять поляризацию регистрируемой электромагнитной волны. Эта камера работала в 2012—2016 годах и использовалась для создания беспрецедентно глубоких карт высокого разрешения сотен квадратных градусов южного неба. В 2017 году на телескоп была установлена камера третьего поколения SPT-3G, обеспечивающая почти на порядок увеличение скорости картирования по сравнению с SPTpol.

## Конструкция
Телескоп представляет собой внеосевой телескоп системы Грегори с диаметром зеркала 10 метров, установленный на L-образную альт-азимутальную монтировку с противовесом (на полюсах альт-азимутальная монтировка работает так же как и экваториальная). Телескоп был спроектирован так, чтобы обеспечить большое поле зрения (более 1 квадратного градуса), минимизируя при этом систематические неопределённости из-за движения грунта под телескопом и рассеивания оптики телескопа.
Поверхность зеркала телескопа сглажена примерно до 25 микрометров, что позволяет проводить наблюдения с длиной волны менее миллиметра. Ключевое преимущество стратегии наблюдения SPT состоит в том, что сканируется весь телескоп, поэтому луч не движется относительно зеркал телескопа. Быстрое сканирование телескопа и его большое поле зрения делает SPT эффективным при съёмке больших площадей неба.

## Специфика расположения
Самый важный критерий расположения обсерваторий миллиметрового диапазона — отсутствие водяного пара, который такое излучение поглощает. Обсерватория SPT находится на большой высоте и в холодном регионе в Антарктиде. Водяной пар в холодном климате просто замерзает, и Антарктида, таким образом, является самым сухим местом на Земле. Кроме того, удалённый от цивилизации телескоп не испытывает сторонних шумов техногенного характера, а во время протяжённой полярной ночи исключается шум от солнечного излучения. Низкая окружающая температура снижает влияние теплового шума приёмников.
Среди минусов стоит отметить невозможность изучать северное полушарие, неустойчивость ледового покрытия под телескопом и трудный доступ к обсерватории.

## Цели и результаты
Первый значительный обзор неба телескоп выполнял с целями обнаружения и исследования скопления галактик. Методика поиска основывалась на эффекте Сюняева — Зельдовича — искажения микроволнового фонового излучения взаимодействием его с межгалактической средой. В результате обзора было обнаружено порядка сотни скоплений галактик в чрезвычайно широком диапазоне красных смещений. Были оценены массы скоплений галактик и получены ограничения для тёмной энергии.
Также удалось обнаружить популяцию далёких пылевых галактик с гравитационным линзированием.
Было обнаружено «скручивание» поляризованного излучения микроволнового фона, известное как «B-mode». Оно возникает в результате гравитационного линзирования более мощного поляризационного сигнала «E-mode». Измерения интенсивности этого явления позволяют оценить энергию и временные масштабы процессов во время этапа инфляции в ранней Вселенной.